# Уліук
Уліук (рум. Uliuc) — село у повіті Тіміш в Румунії. Входить до складу комуни Сакошу-Турческ.
Село розташоване на відстані 396 км на захід від Бухареста, 13 км на південний схід від Тімішоари.

## Населення
За даними перепису населення 2002 року у селі проживали 645 осіб.
Національний склад населення села:
| Національність | Кількість осіб | Відсоток |
| -------------- | -------------- | -------- |
| румуни         | 556            | 86,2%    |
| цигани         | 76             | 11,8%    |
| угорці         | 6              | 0,9%     |
| німці          | 6              | 0,9%     |

Рідною мовою назвали:
| Мова      | Кількість осіб | Відсоток |
| --------- | -------------- | -------- |
| румунська | 568            | 88,1%    |
| циганська | 67             | 10,4%    |
| угорська  | 5              | 0,8%     |